# Herbert Sprenger
Herbert Sprenger (* 31. August 1951) ist ein ehemaliger deutscher Fußballspieler.

## Laufbahn
Herbert Sprenger entwickelte sich in den 1970er Jahren in der Verbandsliga Niederrhein zu einem zuverlässigen Torjäger beim FC Olympia Bocholt. Der Stürmer wurde mit dem Klub 1977/78 Niederrheinmeister und war Teilnehmer an der Aufstiegsrunde zur 2. Bundesliga, wo man sich jedoch Wacker 04 Berlin und Holstein Kiel geschlagen geben musste. Im DFB-Pokal 1976/77 erzielte er im Spiel gegen den Bundesligisten Tennis Borussia Berlin (4:4 n. V.) drei Tore. In der Saison 1979/80 wurde er mit 23 Treffern Torschützenkönig der Oberliga Nordrhein. Sprenger wechselte daraufhin im Sommer gemeinsam mit seinem Teamkollegen Berni Korbel zum Lokalrivalen 1. FC Bocholt, der als Meister in die 2. Bundesliga Nord aufgestiegen war. Da nach der Saison 1980/81 jedoch die eingleisige zweite Liga eingeführt wurde, waren die Chancen auf den Klassenerhalt gering und der Verein stieg sofort wieder ab. Im DFB-Pokal 1981/82 erreichte der 1. FC Bocholt auch dank Sprengers Toren das Achtelfinale, wo man erst im Wiederholungsspiel dem 1. SC Göttingen 05 unterlag.
Herbert Sprenger bestritt insgesamt 25 Zweitligaspiele und erzielte fünf Tore.